# Сахно Валерій Олександрович
Валерій Олександрович Сахно (9 березня 1939 — 4 квітня 2013) — радянський та український металург, екс-директор металургійного комбінату «Азовсталь» (Маріуполь).
У 1957 році закінчив Ждановський металургійний інститут. Після його закінчення працював на заводі «Азовсталь», з кінця 1980-х років — головний інженер Азовсталі.
У 1996-1998 — директор Алчевського металургійного комбінату.
Із 1998 року по 2002 рік — директор металургійного комбінату «Азовсталь».